# Saint-Laurent-des-Mortiers
Saint-Laurent-des-Mortiers ist eine Ortschaft und eine Commune déléguée in der französischen Gemeinde Bierné-les-Villages mit 184 Einwohnern (Stand 1. Januar 2022) im Département Mayenne in der Region Pays de la Loire. Die Einwohner werden Laurentais genannt.
Die Gemeinde Saint-Laurent-des-Mortiers wurde am 1. Januar 2019 mit Argenton-Notre-Dame, Bierné und Saint-Michel-de-Feins zur Commune nouvelle Bierné-les-Villages zusammengeschlossen. Sie hat seither den Status einer Commune déléguée. Die Gemeinde Saint-Laurent-des-Mortiers gehörte zum Arrondissement Château-Gontier und zum Kanton Azé.

## Geographie
Saint-Laurent-des-Mortiers liegt etwa 33 Kilometer nördlich von Angers am Flüsschen Baraize, das hier noch Ruisseau de la Savenière genannt wird und zur Sarthe entwässert. Umgeben wurde die Gemeinde Saint-Laurent-des-Mortiers von den Nachbargemeinden Bierné im Norden, Miré im Osten, Les Hauts-d’Anjou im Süden sowie Saint-Michel-de-Feins im Westen.

## Bevölkerungsentwicklung
| Jahr                      | 1793 | 1800 | 1876 | 1901 | 1962 | 1968 | 1975 | 1982 | 1990 | 1999 | 2006 | 2013 |
| ------------------------- | ---- | ---- | ---- | ---- | ---- | ---- | ---- | ---- | ---- | ---- | ---- | ---- |
| Einwohner                 | 531  | 420  | 533  | 450  | 265  | 243  | 199  | 183  | 204  | 188  | 196  | 196  |
| Quelle: Cassini und INSEE |      |      |      |      |      |      |      |      |      |      |      |      |

## Sehenswürdigkeiten

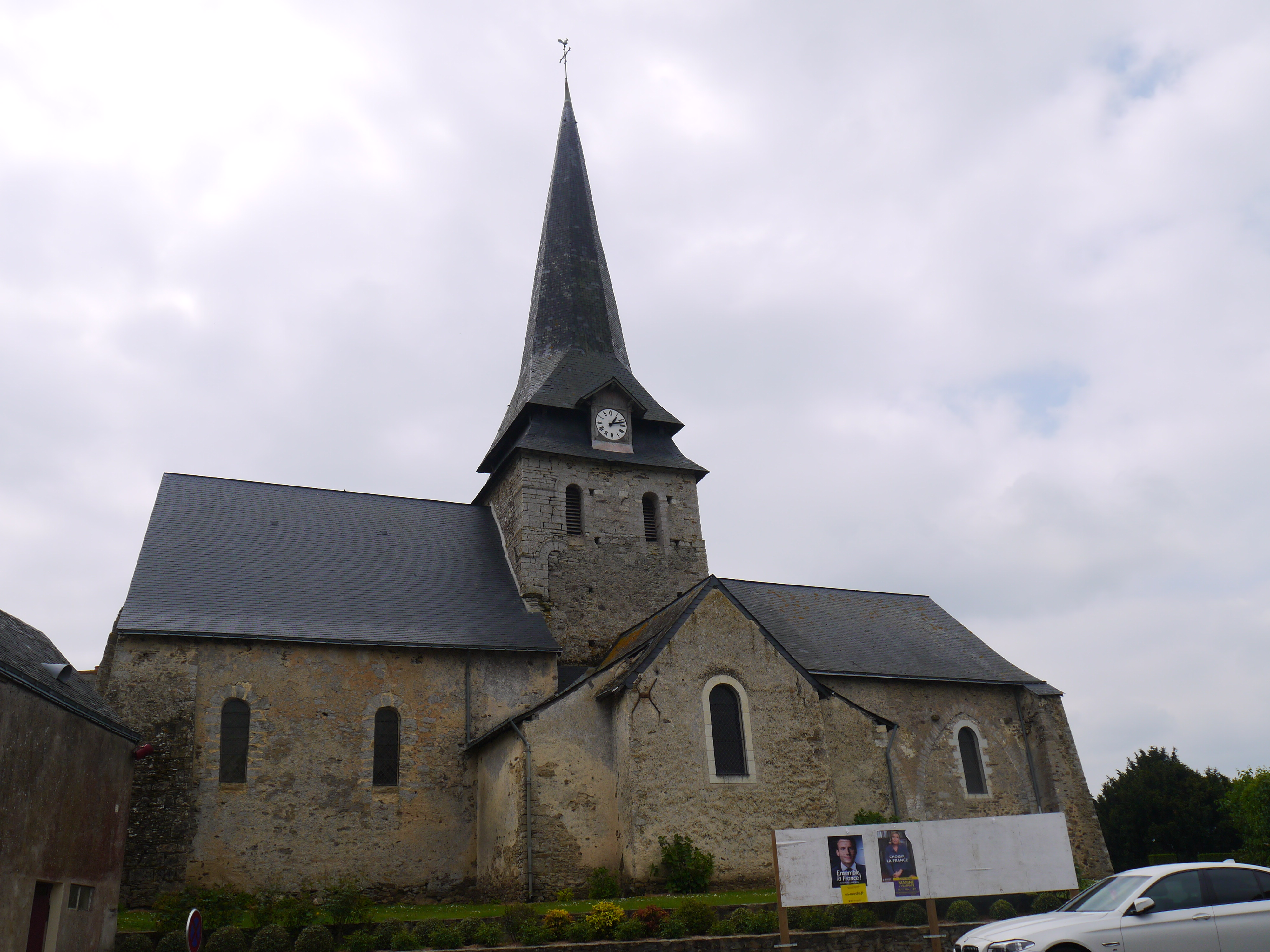
Kirche Saint-Laurent
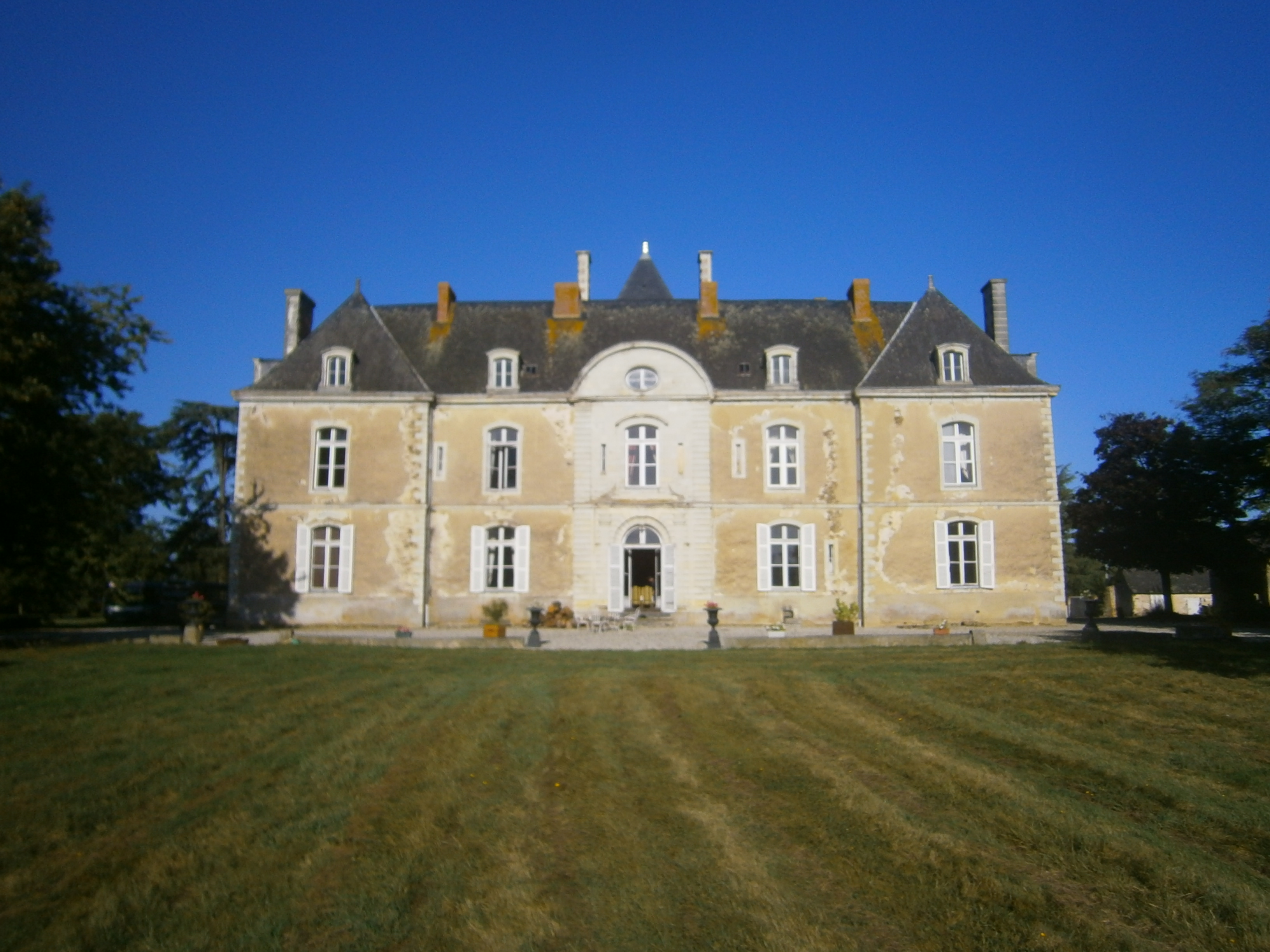
Schloss Noirieux

- Kirche Saint-Laurent
- Schloss Noirieux

## Persönlichkeiten
- André Duliou (1727–1794), Priester und Märtyrer